# Переменная туманность Хаббла
Переме́нная тума́нность Ха́ббла (NGC 2261, другое обозначение — LBN 920) — эмиссионная и отражательная туманность в созвездии Единорог.
Этот объект входит в число перечисленных в оригинальной редакции «Нового общего каталога».

## Переменная туманность
Эта туманность является единственной переменной туманностью, которую можно наблюдать в небольшой телескоп. Её вид может меняться в течение недели. Как и все переменные туманности — NGC 2261 является отражательной туманностью, то есть отражает свет родительской звезды. Считается, что материал, вращающийся вокруг звезды, отбрасывает тень на туманность, вызывая видимые изменения.